# Вардгинети
Вардгинети (груз. ვარდგინეთი) — село в Грузии, на территории Боржомского муниципалитета края (мхаре) Самцхе-Джавахети.

## География
Село находится на юге центральной части Грузии, на правом берегу Куры, на расстоянии 3 километров (по прямой) к северо-востоку от города Боржоми, административного центра муниципалитета. Абсолютная высота — 942 метра над уровнем моря.

## Население
По результатам официальной переписи населения 2014 года, в Вардгинети проживало 118 человек (54 мужчины и 64 женщины). В национальной структуре населения грузины составляли 100 %.
| Год  | Население, человек |
| ---- | ------------------ |
| 2002 | 247                |
| 2014 | ↘ 118              |